# Ramaria glaucoaromatica
Ramaria glaucoaromatica är en svampart som beskrevs av R.H. Petersen 1981. Ramaria glaucoaromatica ingår i släktet Ramaria och familjen Gomphaceae.   Inga underarter finns listade i Catalogue of Life.